# Pink Tape
Pink Tape — третий студийный альбом американского рэпера Lil Uzi Vert. Он был выпущен на лейблах Generation Now и Atlantic Records 30 июня 2023 года. Альбом содержит гостевые участия от Трэвиса Скотта, Ники Минаж, Bring Me the Horizon, Don Toliver и Babymetal.

## Предыстория
Впервые альбом был анонсирован исполнителем в декабре 2020 года во время двухчасовой трансляции в Instagram. Lil Uzi Vert объявил название пластинки 16 июля 2021 года. Название является отсылкой к розовому бриллианту стоимостью 24 миллиона долларов, который он вживил себе в лоб в феврале 2021 года.
Альбом несколько раз переносился. 9 октября 2021 года, находясь на свадьбе друга, рэпер сообщил фанату, что пластинка будет выпущена до Хэллоуина. После выхода лид-сингла «Just Wanna Rock» 17 октября 2022 года DJ Drama предположил, что работа над альбомом находится на завершающей стадии, отметив, что более 680 песен претендуют на место в трек-листе.
В июне 2023 года Lil Uzi Vert подтвердил, что альбом выйдет в том же месяце. 17 июня рэпер опубликовал альтернативную обложку проекта. На следующий день в прямом эфире Instagram со стримером Каем Сенатом исполнитель рассказал о списке композиций альбома: он подтвердил, что раннее выпущенная «Just Wanna Rock» войдёт в состав пластинки, а также поведал о двух бонусных песнях, которые описал как «особенные для него, которые нравятся людям, но так и не увидели свет». Lil Uzi Vert также сообщил о гостевых исполнителях: «Не так много гостевых участий, но это те исполнители, которые, по мнению всех, у меня должны быть».
26 июня 2023 года рэпер опубликовал обложку и дату выпуска на своём веб-сайте и одновременно выпустил трейлер альбома, снятый Гибсоном Хазардом.

## Отзывы
| Совокупная оценка | Совокупная оценка |
| Источник          | Оценка            |
| ----------------- | ----------------- |
| Metacritic        | 64/100            |
| Оценки критиков   |                   |
| Источник          | Оценка            |
| AllMusic          | [ 13 ]            |
| Clash             | 9/10              |
| Financial Times   | [ 15 ]            |
| HipHopDX          | 3.1/5             |
| Pitchfork         | 5.7/10            |
| Slant Magazine    | [ 18 ]            |

Альбом получил положительные оценки от критиков. Робин Мюррей из Clash считает, что «Pink Tape – произведение потрясающего творческого потенциала, и она [пластинка] стоит того. Часто откладываемый, многообсуждаемый, только самые упрямые фанаты ожидали такого великолепия — этот продолжительный, захватывающий релиз вполне может стать лучшим от исполнителя». Издание Rolling Stone заявило: «Максимализм Uzi находит самое полное выражение, какое только можно вообразить: рэп-рок, сокрушающий галактику. Всё настолько велико, насколько это возможно. Uzi интерполирует и сэмплирует музыкальную тему WWE и другие известные песни». Журнал Complex похвалил пластинку за креативность и амбициозный размах, но раскритиковал за непостоянное качество песен, а также за необъединённое в единое целое жанровое многообразие.
Мэтью Ричи из Pitchfork заявил: «26-трековый Pink Tape — раздутый и беспорядочный, со случайными вспышками прекрасного между резкими осечками скриминга и ничем не примечательными песнями, которые кажутся переработанными хитами Playboi Carti или Trippie Redd. Альбом подрывает безупречный послужной список Uzi и служит предостерегающей историей о неразборчивых жанровых приключениях: вместо того, чтобы въезжать в новую захватывающую область, кажется, что рэпер просто сворачивает в неправильном направлении».

## Список композиций
| №                   | Название                                      | Автор(ы)                                                                               | Продюсер(ы)                                    | Длительность |
| ------------------- | --------------------------------------------- | -------------------------------------------------------------------------------------- | ---------------------------------------------- | ------------ |
| 1.                  | «Flooded the Face»                            | Symere Woods Donald Cannon Harold Harper, Jr.                                          | Don Cannon Harold Harper                       | 3:12         |
| 2.                  | «Suicide Doors»                               | Woods Brandon Veal Alejandra Ghersi Rodríguez Leqn Yugen                               | Brandon Finessin Арка Leqn Yugen               | 4:19         |
| 3.                  | «Aye» (при участии Трэвиса Скотта)            | Woods Jacques Webster II Benjamin Saint Fort                                           | BNYX                                           | 3:27         |
| 4.                  | «Crush Em»                                    | Woods Jordan Ortiz Tim Gomringer Kevin Gomringer Ebony Oshunrinde Cannon Pepijn Baltus | Oogie Mane Cubeatz WondaGurl Cannon Duce       | 2:45         |
| 5.                  | «Amped»                                       | Woods Daniel Perez 1wakeupp Jkari Zachary Kupiec Landers TP13                          | Bugz Ronin 1wakeupp Jkari Zkup Landers TP13    | 2:53         |
| 6.                  | «X2»                                          | Woods Kenyatta Frazier, Jr. Clif Shayne                                                | Ken Carson Clif Shayne                         | 3:54         |
| 7.                  | «Died and Came Back»                          | Woods Veal Leqn Sense1god                                                              | Brandon Finessin Leqn Sense1god                | 3:00         |
| 8.                  | «Spin Again»                                  | Woods Veal Swvsh                                                                       | Brandon Finessin Swvsh                         | 1:37         |
| 9.                  | «That Fiya»                                   | Woods Veal ZeeGoinXrazy Sixthursdays                                                   | Brandon Finessin ZeeGoinXrazy Sixthursdays     | 2:34         |
| 10.                 | «I Gotta»                                     | Woods Veal Tobias Dekker Anton Mendo                                                   | Brandon Finessin Outtatown Star Boy            | 2:53         |
| 11.                 | «Endless Fashion» (при участии Ники Минаж)    | Woods Onika Maraj Perez                                                                | Bugz Ronin                                     | 3:36         |
| 12.                 | «Mama, I’m Sorry»                             | Woods Perez Robert Richardson                                                          | Bugz Ronin Bobby Raps                          | 3:30         |
| 13.                 | «All Alone»                                   | Woods Cannon Quincy Riley Martin Pitt                                                  | Cannon Quincy Riley Pitt Tha Kid               | 3:42         |
| 14.                 | «Nakamura»                                    | Woods Veal Lyle LeDuff Ivison Smith                                                    | Brandon Finessin Lyle LeDuff Ike Beatz         | 3:17         |
| 15.                 | «Just Wanna Rock»                             | Woods Mohamed Camara Javier Mercado                                                    | MCVertt Synthetic                              | 2:03         |
| 16.                 | «Fire Alarm» (при участии Snow Strippers)     | Woods Cannon                                                                           | Cannon                                         | 3:05         |
| 17.                 | «CS»                                          | Woods Benjamin Thomas Serj Tankian Daron Malakian Рик Рубин                            | Ben Thomas Серж Танкян Дарон Малакян Рик Рубин | 3:32         |
| 18.                 | «Werewolf» (при участии Bring Me the Horizon) | Woods Oliver Sykes Matt Kean Lee Malia Matt Nicholls Jordan Fish                       | Bring Me the Horizon                           | 3:59         |
| 19.                 | «Pluto to Mars»                               | Woods Deckard3000 Veal                                                                 | Deckard3000 Brandon Finessin                   | 4:06         |
| 20.                 | «Patience» (при участии Don Toliver)          | Woods Caleb Toliver Perez Derek Anderson Thomas                                        | Bugz Ronin 206Derek Thomas                     | 4:22         |
| 21.                 | «Days Come and Go»                            | Woods Cannon Thomas Lumpkins                                                           | Cannon Tommy Parker                            | 4:17         |
| 22.                 | «Rehab»                                       | Woods Veal Breezey Cannon Qqqu1ncy                                                     | Brandon Finessin Breezey Cannon Qqqu1ncy       | 4:05         |
| 23.                 | «The End» (при участии Babymetal)             | Woods Suzuka Nakamoto Moa Kikuchi Momoko Okazaki Key Kobayashi                         | Maaly Raw Kobametal                            | 3:07         |
| 24.                 | «Zoom» (бонусный трек)                        | Woods Wesley Glass Ryan Vojtesak                                                       | Wheezy Charlie Handsome                        | 2:46         |
| 25.                 | «Of Course» (бонусный трек)                   | Woods Amir Sanders Ortiz Brady Porter Aidan Crotinger                                  | Forza Oogie Mane                               | 3:28         |
| 26.                 | «Shardai» (бонусный трек)                     | Woods Perez John Ross Kyle Emordi                                                      | Bugz Ronin John Ross ISOBeats                  | 3:21         |
| Общая длительность: | Общая длительность:                           | Общая длительность:                                                                    | Общая длительность:                            | 85:28        |

## Чарты
| Чарт (2023)                            | Высшая позиция |
| -------------------------------------- | -------------- |
| Австралия (ARIA)                       | 7              |
| Нидерланды (Album Top 100)             | 3              |
| Финляндия (Suomen virallinen lista)    | 14             |
| Германия (Offizielle Top 100)          | 13             |
| Ирландия (IRMA)                        | 6              |
| Италия (FIMI)                          | 19             |
| Япония (Oricon)                        | 40             |
| Япония (Billboard Japan)               | 35             |
| Литва (AGATA)                          | 5              |
| Норвегия (VG-lista)                    | 3              |
| Великобритания (UK Albums Chart)       | 7              |
| США Billboard 200                      | 1              |
| США (Billboard Top R&B/Hip-Hop Albums) | 1              |